# Arabie saoudite aux Jeux olympiques d'été de 2024
L'Arabie saoudite participe aux Jeux olympiques de 2024 à Paris. Il s'agit de sa 13e participation à des Jeux olympiques d'été.
Le cavalier Ramzy al-Duhami et la taekwondoïste Dunya Abutaleb sont nommés porte-drapeaux de la délégation en juillet 2024.

## Nombre d’athlètes qualifiés par sport
Voici la liste des qualifiés et sélectionnés saoudiens par sport (remplaçants compris) :
| Sport                                 | Hommes | Femmes | Total |
| ------------------------------------- | ------ | ------ | ----- |
| Athlétisme                            | 2      | 0      | 3     |
| Équitation                            | 3      | -      | 3     |
| Sports aquatiques • Natation sportive | 1      | 1      | 2     |
| Taekwondo                             | -      | 1      | 1     |
| Total                                 | 6      | 2      | 9     |

## Résultats

### Athlétisme

#### Hommes
| Athlète          | Épreuve          | Qualification | Qualification | Finale      | Finale  |
| Athlète          | Épreuve          | Performance   | Rang          | Performance | Rang    |
| ---------------- | ---------------- | ------------- | ------------- | ----------- | ------- |
| Hussain Al-Hizam | Saut à la perche | NM            | NM            | Éliminé     | Éliminé |
| Mohammed Tolo    | Lancer du poids  | 20,65 m       | 15e           | Éliminé     | Éliminé |

### Équitation
| Athlète                                             | Cheval                                | Compétition | Qualification | Qualification | Qualification | Qualification | Qualification | Finale    | Finale    | Finale    | Finale   | Finale   |
| Athlète                                             | Cheval                                | Compétition | Pénalités     | Pénalités     | Pénalités     | Temps         | Rang          | Pénalités | Pénalités | Pénalités | Temps    | Rang     |
| Athlète                                             | Cheval                                | Compétition | Saut          | Temps         | Total         | Temps         | Rang          | Saut      | Temps     | Total     | Temps    | Rang     |
| --------------------------------------------------- | ------------------------------------- | ----------- | ------------- | ------------- | ------------- | ------------- | ------------- | --------- | --------- | --------- | -------- | -------- |
| Abdulrahman Alrajhi Khaled Al-Mobty Ramzy Al Duhami | Ventago Jaguar King WD Untouchable 32 | Par équipes | 8 DNF         | 0 12 DNF      | DNF           | DNF           | 18e           | Éliminés  | Éliminés  | Éliminés  | Éliminés | Éliminés |
| Ramzy Al Duhami                                     | Untouchable 32                        | Individuel  | 0             | 0             | 0             | 77,48         | 19e           | 4         | 0         | 4         | 82,73    | 11e      |
| Khaled Al-Mobty                                     | Jaguar King WD                        | Individuel  | 8             | 0             | 8             | 75,87         | 46e           | Éliminé   | Éliminé   | Éliminé   | Éliminé  | Éliminé  |
| Abdulrahman Alrajhi                                 | Ventago                               | Individuel  | 0             | 0             | 0             | 75,35         | 10e           | 4         | 2         | 6         | 85,68    | 13e      |

### Natation
| Athlète        | Épreuve          | Séries  | Séries | Demi-finales | Demi-finales | Finale  | Finale  |
| Athlète        | Épreuve          | Temps   | Rang   | Temps        | Rang         | Temps   | Rang    |
| -------------- | ---------------- | ------- | ------ | ------------ | ------------ | ------- | ------- |
| Zaid Al-Sarraj | 100 m nage libre | 51 s 21 | 53e    | Éliminé      | Éliminé      | Éliminé | Éliminé |

| Athlète         | Épreuve          | Séries        | Séries | Demi-finales | Demi-finales | Finale   | Finale   |
| Athlète         | Épreuve          | Temps         | Rang   | Temps        | Rang         | Temps    | Rang     |
| --------------- | ---------------- | ------------- | ------ | ------------ | ------------ | -------- | -------- |
| Mashael Al-Ayed | 200 m nage libre | 2 min 19 s 61 | 29e    | Éliminée     | Éliminée     | Éliminée | Éliminée |

### Taekwondo
| Athlète        | Compétition    | Éliminatoires                   | Quart de finale                  | Demi-finale         | Repêchage                    | Finale / CB                 | Rang |
| Athlète        | Compétition    | Adversaire Résultat             | Adversaire Résultat              | Adversaire Résultat | Adversaire Résultat          | Adversaire Résultat         | Rang |
| -------------- | -------------- | ------------------------------- | -------------------------------- | ------------------- | ---------------------------- | --------------------------- | ---- |
| Dunya Abutaleb | Moins de 49 kg | Semberg Victoire 2-6, 5-4, 10-0 | Wongpattanakit Défaite 1-4, 3-13 | Non disputé         | El-Bouchti Victoire 2-0, 7-0 | Nematzadeh Défaite 3-0, 4-2 | 5e   |